# Taça Governador de Sergipe de Futsal
A Taça Governador de Sergipe de Futsal, chamado também simplesmente de Taça Governador de Futsal, é a competição profissional desse esporte no estado de Sergipe.

## Formato
A Taça Governador de Futsal é disputada  em duas fases separadas. Na primeira fase, as equipes são divididas em  grupos e cada equipe joga entre si dentro de seu grupo num sistema de turno. A segunda fase consiste das duas classificadas na fase anterior jogam  as semifinais.

## Cronologia dos organizadores
A Taça Governador de Futsal teve no período em 2015 com a organização da FSFS entidade responsável. A ordem cronológica segue abaixo:
- Federação Sergipana de Futsal, acrônimo FSFS (2015-Atual)

## Títulos

### Artilharia
| Ano  | Artilheiro | Time | Gols | Ref. |
| ---- | ---------- | ---- | ---- | ---- |
| 2015 | Sergipe    |      |      |      |